# Rikard Ulvshammar
Rikard Olof Ulvshammar, född 1 december 1975 i Stockholm, är en svensk TV-producent, manusförfattare, komiker och skådespelare.

## Biografi
Ulvshammar har bland annat producerat humorprogrammet Time Out och varit redaktör för TV3:s West End Star. Han är en medlemmarna i humorgruppen Grotesco vars TV-serie sändes i SVT 2007, 2010 och 2017. Han skrev manus till Åsa-Nisse – wälkom to Knohult tillsammans med Henrik Dorsin och har även författat manus till bland annat TV-serien Kontoret.
Under hösten/vintern 2009 medverkade han i humorprogrammet Cirkus Möller i TV 4. Han spelade pappan Stig i SVT:s julkalender 2012, Mysteriet på Greveholm – Grevens återkomst. Ulvshammar har även en mindre roll i ett av avsnitten i TV-serien En ängels tålamod. Han medverkade även som karaktären Lennart i TV-serien Kontoret samt i humorserien Inte OK.

## Filmografi (i urval)

### Skådespelare
- 2001 – En ängels tålamod (TV-serie)
- 2006 – Humorlabbet (TV-serie)
- 2007–2017 – Grotesco (TV-serie)
- 2009 – Cirkus Möller (TV-serie)
- 2011 – Åsa-Nisse – wälkom to Knohult
- 2012–2013 – Kontoret (TV-serie)
- 2012 – Mysteriet på Greveholm – Grevens återkomst (TV-serie)
- 2013 – Allt faller (TV-serie)
- 2014 – Torpederna (TV-serie)
- 2015 – Welcome to Sweden (TV-serie)
- 2016 – Inte OK (TV-serie)
- 2017 – Småstaden (TV-serie)
- 2019 – Playa del Sol (TV-serie)
- 2020 – Se upp för Jönssonligan
- 2020 – Sommaren med släkten (TV-serie)

### Manusförfattare
- 2007–2017 – Grotesco (TV-serie)
- 2011–2012 – Gustafsson 3 tr (TV-serie)
- 2012–2013 – Kontoret (TV-serie)
- 2014–2015 – Inte OK (TV-serie)
- 2017 – Fallet (TV-serie) (skapare)
- 2017 – Enkelstöten (TV-serie)
- 2019 – Leif & Billy (TV-serie)
- 2020 – Se upp för Jönssonligan
- 2022 – Göta kanal 4 – Vinna eller försvinna

## Teater

### Roller (ej komplett)
| År   | Roll          | Produktion                                         | Regi            | Teater       |
| ---- | ------------- | -------------------------------------------------- | --------------- | ------------ |
| 2015 | Medverkande   | Grotesco på Scala – En näradödenrevy Henrik Dorsin | Anna Vnuk       | Scalateatern |
| 2019 | Skådespelaren | Kvinnan i svart (The Woman in Black) Susan Hill    | Linda Hedberg   | Scalateatern |
| 2022 | Tony Scibelli | The Bodyguard Alexander Dinelaris Jr.(en)          | Thomas Agerholm | Chinateatern |